# C-Stoff
C-Stoff ist eine Abkürzung und meist als Deckname genutzte Bezeichnung für ein Chemikaliengemisch. Die Bedeutung wechselte mit dem Zeitraum der Begriffsverwendung und kann daher nur im jeweiligen Zusammenhang interpretiert werden.

## Geschichte

### Erster Weltkrieg
Im Ersten Weltkrieg wurde mit C-Stoff ein Gemisch von Mono- und Dichlormethylchlorformiat bezeichnet, das als Reizgas per Minenwerfer verschossen wurde. Weitere Decknamen waren Palite (franz.), Palit (engl.) oder Cipalite. Beim Einsatz in Tränengasgranaten wurde für gleichartige Mischungen dagegen der Deckname K-Stoff verwendet.
Am 29. Juli 1915 wurden in Anwesenheit von Walther Nernst die von ihm entwickelten „C-Minen“, die diesen Kampfstoff enthielten, von deutschen Spezialtruppen mit ebenfalls von ihm entwickelten Minenwerfern erstmals an der russischen Front eingesetzt. Bauer berichtet darüber im August 1915: „Es war mir besonders eine große Genugtuung zu ersehen, dass selbst Freund Nernst, der anfänglich dem leichter flüchtigen K-Stoff etwas zweifelnd gegenüberstand, jetzt sein Loblied singt, nachdem er sich durch praktische Probe an der Front […] bei den gefangengenommenen Russen von der überlegenen Wirksamkeit überzeugen konnte.“

### Zweiter Weltkrieg
Im Zweiten Weltkrieg bezeichnete C-Stoff eine Treibstoffmischung, die zusammen mit dem Oxidator T-Stoff in den Raketenflugzeugen Messerschmitt Me 163 und Bachem Ba 349 eingesetzt wurde.
Die im Zweiten Weltkrieg als C-Stoff bezeichnete Substanz ist eine Mischung aus 57 % Methanol CH3OH, 30 % Hydrazinhydrat N2H4·H2O und 13 % Wasser H2O. Als Stabilisator wurde Kaliumtetracyanocuprat(I), K3[Cu(CN)4], hinzugefügt, der die Selbstzersetzung der Mischung verhindern sollte.
Die Mischung wurde entwickelt, um mit dem T-Stoff hypergol zu reagieren, das bedeutet, beide Substanzen entzünden sich bei Kontakt. Eine Zündung ist nicht nötig. Das Triebwerk Walter HWK 109-509 verbrannte eine Mischung von drei Teilen T-Stoff und einem Teil C-Stoff.
Während Hydrazinhydrat und seine Derivate bis heute in Trägerraketen und Satellitenantrieben eingesetzt werden, wurde C-Stoff nach dem Krieg nicht mehr eingesetzt. Sowohl Methanol wie auch Hydrazin sind für den Menschen giftig.